# Огнево-Заимковский сельсовет
Огнево-Заимковский сельсовет — сельское поселение в Черепановском районе Новосибирской области Российской Федерации.
Административный центр — село Огнева Заимка.

## История
Статус и границы сельского поселения установлены Законом Новосибирской области от 2 июня 2004 года № 200-ОЗ «О статусе и границах муниципальных образований Новосибирской области»

## Население
| 2002  | 2010  | 2012  | 2013  | 2014  | 2015  | 2016  |
| ----- | ----- | ----- | ----- | ----- | ----- | ----- |
| 1999  | ↘1618 | ↘1616 | ↘1602 | ↗1609 | ↘1567 | ↘1510 |
| 2017  | 2018  | 2019  | 2020  | 2021  |       |       |
| ↘1497 | ↘1480 | ↘1472 | ↘1431 | ↘1400 |       |       |

## Состав сельского поселения
| № | Населённый пункт | Тип населённого пункта       | Население |
| - | ---------------- | ---------------------------- | --------- |
| 1 | Бураново         | село                         | ↘312      |
| 2 | Лихановский      | посёлок                      | ↘112      |
| 3 | Новошмаково      | село                         | ↘125      |
| 4 | Огнева Заимка    | село, административный центр | ↘927      |
| 5 | Ясная Поляна     | село                         | ↘142      |